# Kamiel Alfred Top
Pour les articles homonymes, voir Top.
Kamiel Alfred Top, né à Adinkerque en Belgique le 4 janvier 1923 et mort à Flossenbürg en Allemagne le 4 mars 1945 , est un poète belge d'expression néerlandaise.

## Biographie
Kamiel Alfred, né dans la Oosthoekstraat 39 à Adinkerque, est l'enfant unique de Hendrik Lodewijk Top, journalier et cheminot, et d'Alphonsina Verhelst.
À partir de 1929, il suit l'école primaire à Adinkerque, où il termine la huitième année scolaire ; son maître est Gabriël Vlaemynck.  Le 26 septembre 1936, il déménage à Nieuport, d'abord à la Veurnevaartstraat 39, plus tard  à l'Arsenaalstraat 23.  Il est inscrit à l'école moyenne de garçons de l'État à Nieuport, dans la deuxième année du département moyen.  Karel Jonckheere devient son professeur et mentor.  Top collabore au Pijl (La Flèche), le bulletin périodique officiel des écoles moyennes de l'État à Nieuport.
À partir de 1937, il entretient une correspondance avec l'écrivain Willem Elsschot ; Top le rencontre sans doute à La Panne, où Elsschot passe souvent ses vacances.
En 1938, Top débute avec la nouvelle Een begrafenis (Une inhumation) dans la revue Voetlicht (Feux de la rampe).  Cet ouvrage trahit l'influence d'Elsschot.
Le 30 juin 1939, il obtient le diplôme de fin d'études avec fruit.  Il récite des vers lors des Journées de poésie flamande, organisées à Merendree par le curé Basile de Craene.
Il étudie pour régent (=professeur dans l'enseignement secondaire) à l'école normale secondaire de l'État à Gand.  Il subit l'influence des enseignants Achilles Mussche et Adrian Hegmans.  Il lit Kipling et l'admire.  Il est titulaire de la rubrique culturelle et artistique d'un hebdomadaire de Furnes, De Wekker (Le Réveil).
Il fuit vers la France au moment du déclenchement de la Seconde Guerre mondiale, en 1940, et reprend plus tard ses études à Gand.  Il est accepté au sein du cercle littéraire gantois De Faun (Le Faune), dont l'animateur est Paul Rogghé.  Il s'intéresse vivement au jazz, collectionne des disques phonographiques et essaie de nouer des contacts avec des chefs d'orchestre.
En 1941, à l'âge de 18 ans, il publie son premier recueil de poèmes, Het open venster (La Fenêtre ouverte), chez De Nederlandsche Boekhandel (Le Libraire néerlandais), une prestigieuse maison d'édition anversoise ; un deuxième recueil sort en 1943, cette fois-ci à compte d'auteur.  En 1943, son poème Ontmoeting (Rencontre), dédié à Adrian Hegmans, est publié dans Snoecks Groote Almanak (Le Grand Almanach de Snoecks), où, en 1946, sera publié à titre posthume un texte de Top sur le jazz.
Il est promu régent en langues germaniques en 1944.  Puis, il est nommé employé au service de ravitaillement à Nieuport.  En mars de la même année, il est officieusement nommé professeur de langues germaniques à l'école moyenne de garçons de l'État à Nieuport, succédant à Karel Jonckheere.  Ensuite, il est nommé éclusier auxiliaire des wateringues à Nieuport mais, déjà après quelques jours, il est arrêté par la Gestapo avec son patron et ses collègues, soupçonnés d'espionnage pour les Alliés, raison pour laquelle il est déporté en Allemagne en 1945, où il meurt en tant que prisonnier 43 368 au camp de concentration de Flossenbürg, sans doute aux séquelles de la dysenterie.

## Ressources

### Publications
- Het open venster (La Fenêtre ouverte), poésies, Anvers, De Nederlandsche Boekhandel, 1941, p. 32.
- Van zee en visschers (De la mer et des pêcheurs), poèmes, linogravures d'Emiel Fryns, Nieuport, Nieuport-Bains, impr. L. Cordel[7] (édition à compte d'auteur)[6], avril 1942 [ 1943, recueil antidaté en raison de la censure], p. 42 (feuilles non paginées)[7].

### Sources
- (nl) Bodart, Roger, Marc Galle, et Garmt Stuiveling.  Guide littéraire de la Belgique, de la Hollande, et du Luxembourg, Paris, Hachette, 1972, p. 132.
- (nl) Spillemaeckers, Werner.  « Is Kamiel Top een zoon van Willem Elsschot? », Vlaanderen, année 45, Thielt, Christelijk Vlaams Kunstenaarsverbond, 1996, p. 282-286.
- (nl) « Top 1923-1945 », Mededelingen van de Documentatiedienst: 1954-1992, La Haye, Nederlands Letterkundig Museum en Documentatiecentrum / Anvers, Archief en Museum voor het Vlaams Cultuurleven, 1992, p. 3404-3406.
- (nl) « Top, Kamiel », Schrijversgewijs: Vlaamse schrijvers 1830-heden, en ligne, réf. du 19 janvier 2014.  [www.schrijversgewijs.be]
- (nl) Vermeulen, Julien.  Laat mij maar doen: Vlaams proza tussen tekstgenese en discursieve identiteit, Anvers / Apeldoorn, Garant, 2007  (ISBN 978-90-441-1994-7), p. 99.